# وییکی
وییکی (به لاتین: Wiejki) یک روستا در لهستان است که در گمینا گرودک واقع شده‌است.

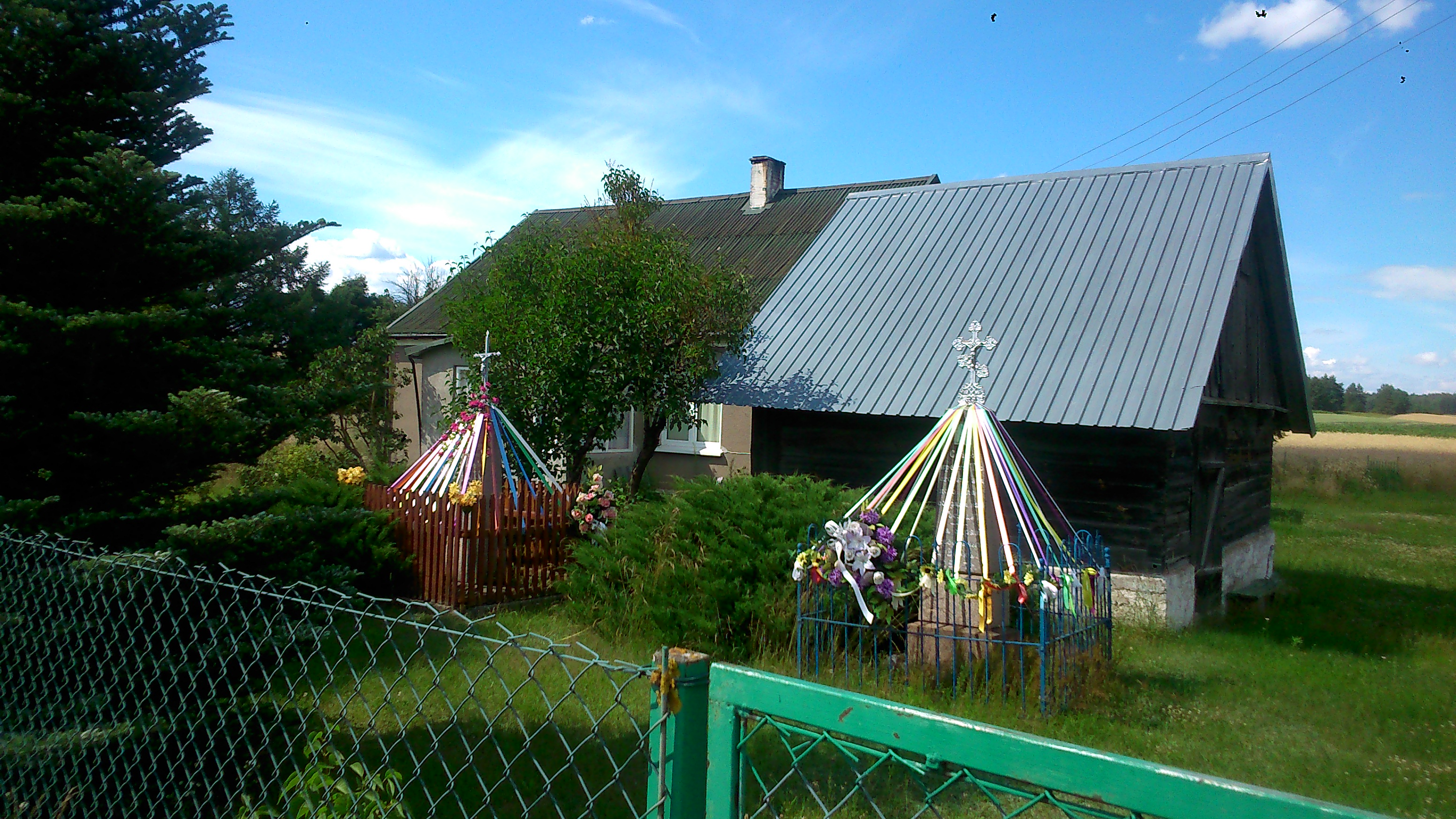